# Померанчук Ісак Якович
Померанчук Ісак Якович (*7 (20) травня 1913, Варшава — †14 грудня 1966, Москва) — радянський фізик-теоретик, академік АН СРСР з 1964.

## Життєпис
У 1918 році сім'я переїхала до Ростовa-на-Дону, в 1923 році — до Рубіжного. Тут в 1927 році Ісаак закінчив семирічну школу, а у 1929 році — дворічне фабрично-заводське училище, засновником якого був його батько, при Рубіжанському хімічному заводі. Після закінчення ФЗУ протягом двох років працював апаратником хлорного цеху. Закінчив Ленінградський політехнічний інститут і вступив до аспірантури Харківського фізико-технічного інституту в 1936. В цьому році в серпні він опублікував статтю в журналі «Nature» — це була його перша наукова стаття, яку він написав з свівавторами О. І. Ахієзером і Л. Д. Ландау. В 1937 р. разом з Ахієзер Олександром Іллічем почали розвивати першу кількісну теорію розсіювання фотонів полем ядра. Тоді разом з Ландау Львом Давидовичем розробили теорію електропровідності металів при низьких температурах. В цьому ж році в рамках «справи УФТІ» був вилучений із комсомолу «за зв'язок з Ландау Л.Д». Ландау Л. Д. першим покинув Харків та поїхав до Москви, вже згодом до нього приєднався Померанчук І. Я. та став асистентом кафедри фізики інституту легкої промисловості. У 1938 році після арешту Ландау Л. Д., Ісак Якович Померанчук поїхав до Ленінграду, захищати кандидатську дисиртацію, присвячену розсіювання нейтронів в кристалічній ґратці; почав працювати викладачем в Ленінградському університеті і молодшим науковим співробітником в Фізико-технічному інституті. В 1940 році повернувся до Москви на посаді вже старшого наукового співробітника ФІАН ім. Лебедева та захистив докторську дисертацію на тему «Теплопровідність і поглинання звуків в діелектриках.» З початком війнив 1941 році Померанчук І. Я. був євакуюваний в складі ФІАН до Казані. У 1940—1943 працював у Фізичному інституті АН СРСР, в 1943—1946 — в Інституті атомної енергії, з 1946 — в Інституті теоретичної і експериментальної фізики. З 1946 — професор Московського інженерно-фізичного інституту.
Основні наукові праці — з ядерної фізики, фізики твердого тіла, теорії квантових рідин, фізики елементарних частинок. Зробив, зокрема, важливий внесок у теорію і створення перших в СРСР ядерних реакторів. Подав загальну теорію непружного розсіяння нейтронів у кристалах (разом з О. І. Ахієзером) і побудував теорію теплопровідності діелектриків при низьких і високих температурах. Передбачив аномальний характер плавлення (або тверднення) легкого ізотопу гелію 3Не.
Дати життя та діяльності
1918 р. Сім'я переїхала до міста Ростов-на-Дону.
1923 р. Сім'я переїхала до Донбасу (ст. Переїзна, а потім ст. Рубіжна Донецької залізниці).
1927 р. Закінчив Рубежанську 7-річну школу.
1928—1937 рр. Член ВЛКСМ.
1929 р. Закінчив 2-річну школу фабрично-заводського учнівства при Рубіжанському хімічному заводі.
1929—1931 рр. Робітник Рубіжанського хімічного заводу.
1931 р. вступив на 1-й курс Іванівського хіміко-технологічного інституту.
1932 р. перевівся на 2-й курс Ленінградського політехнічного інституту.
1935 р. Поїхав до Харкова до Л. Д. Ландау для здавання теоретичного мінімуму та виконання дипломної роботи.
1936 р. Захистив у Ленінграді дипломну роботу, закінчив Ленінградський політехнічний інститут та вступив до аспірантури Українського фізико-технічного інституту у Харкові.
1936 р. Опублікував першу наукову роботу.
1937 р. Закінчив аспірантуру УФТІ.
1937—1938 рр. Помічник кафедри фізики Московського інституту легкої промисловості.
1938 р. Захистив кандидатську дисертацію.
1938—1939 рр. Помічник Ленінградського університету.
1939—1940 рр. Молодший науковий співробітник Ленінградського фізико-технічного інституту.
1940—1943 рр. Старший науковий співробітник фізичного інституту АН СРСР ім. П. Н. Лебедєва.
1940 р. Захистив докторську дисертацію «Теплопровідність і поглинення звуку в діелектриках» (ФІАН, 19 вересня).
1941 р. Евакуація у складі ФІАН у Казань.
1942 р. Відрядження до Вірменії у складі групи А. І. Аліханова, що створила станцію з вивчення космічних променів на горі Арагац.
1943—1946 рр. Завідувач сектору Лабораторії № 2 АН СРСР (ЛІПАН).
1946 р. 1.02.-1.06. Старший науковий співробітник Лабораторії № 3 АН СРСР (ТТЛ).
1946 р. 1.06. -1966 р. 14.12. Завідувач теоретичним сектором ТТЛ (ІТЕФ).
1946—1966 рр. 14.12. Професор кафедри теоретичної фізики Московського механічного інституту — ММІ (МІФІ).
1947 р. Затверджено ВАК у званні професора.
1950 р. Удостоєний Державної премії СРСР.
1950 р. Удостоєний премії АН СРСР ім. Л. І. Мандельштама.
1953 р. Обраний членом-кореспондентом АН СРСР.
1954 р. удостоєний Державної премії СРСР, нагороджений орденами Лєніна та Трудового Червоного Прапора.
1955 р. підписав «Лист тьохсот».
1958 р. сформулював теорему про рівність перерізів взаємодії частинки і античастинки з нуклоном при гранично високих енергіях, створивши новий напрямок у фізиці частинок.
1964 р. Обрано дійсним членом АН СРСР.
1966 р. 14.12. Помер у Москві.
| науковець | Це незавершена стаття про науковця. Ви можете допомогти проєкту, виправивши або дописавши її. |

## Премії та нагороди
Нагороджений орденом Леніна, іншими орденами, медалями. Державна премія СРСР в 1950, 1952 роках.